# Estació de San Clodio - Quiroga
L'estació de San Clodio - Quiroga es troba a la localitat gallega de San Clodio, capital del municipi de Ribas de Sil, a la província de Lugo, i a 2 km escassos de Quiroga, la capital comarcal. Té serveis de mitjana i llarga distància operats per Renfe.
Pertany a la línia que uneix Lleó amb la Corunya i es troba entre Ponferrada i Monforte de Lemos. La línia és d'ample ibèric, en via única electrificada.

## Trens

### Mitjana Distància
| Línia | Trens            | Origen/destinació | Destinació/origen     |
| ----- | ---------------- | ----------------- | --------------------- |
| 6     | Intercity        | Vigo              | Lleó Madrid-Chamartín |
| 6     | Regional Express | Vigo              | Lleó                  |

### Llarga Distància
| Tren                | Origen/destinació | Parades Intermèdies | Destinació/origen | Observacions                 |
| ------------------- | ----------------- | --- | ----------------- | ---------------------------- |
| Alvia               | A Coruña          | Santiago de Compostela · Ourense-Empalme · Monforte de Lemos · San Clodio-Quiroga · A Rúa-Petín · O Barco de Valdeorras · Ponferrada · Bembibre · Astorga · León · Sahagún · Palència · Burgos-Rosa de Lima · Miranda de Ebro · Vitòria · Pamplona · Tafalla · Castejón de Ebro · Tudela de Navarra · Saragossa-Delicias · Lleida Pirineus · Camp de Tarragona | Barcelona-Sants   | 4 trens setmanals per sentit |
| Alvia               | Vigo-Guixar       | Redondela · O Porriño · Ourense-Empalme · Monforte de Lemos · San Clodio-Quiroga · A Rúa-Petín · O Barco de Valdeorras · Ponferrada · Bembibre · Astorga · León · Sahagún · Palència · Burgos-Rosa de Lima · Miranda de Ebro · Vitòria · Pamplona · Tafalla · Castejón de Ebro · Tudela de Navarra · Saragossa-Delicias · Lleida Pirineus · Camp de Tarragona  | Barcelona-Sants   | 3 trens setmanals per sentit |
| Intercity           | A Coruña          | Santiago de Compostela · O Carballiño · Ourense-Empalme · Monforte de Lemos · San Clodio-Quiroga · A Rúa-Petín · O Barco de Valdeorras · Ponferrada · Bembibre · Astorga · León · Sahagún · Palència · Burgos-Rosa de Lima · Briviesca · Miranda de Ebro · Vitòria · Altsasu · Zumarraga · Sant Sebastià · Irun                                                | Hendaia           | 1 tren diari per sentit      |
| Intercity           | Vigo-Guixar       | Redondela · Guillarei · Ourense-Empalme · Monforte de Lemos · San Clodio-Quiroga · A Rúa-Petín · O Barco de Valdeorras · Ponferrada · Bembibre · Astorga · León · Sahagún · Palència · Burgos-Rosa de Lima · Briviesca · Miranda de Ebro · Laudio | Bilbao-Abando     | 1 tren diari per sentit      |
| Trenhotel Atlántico | Ferrol            | Pontedeume · Betanzos-Cidade · Betanzos-Infesta · Curtis · Guitiriz · Lugo · Sarria · Monforte de Lemos · San Clodio-Quiroga · A Rúa-Petín · O Barco de Valdeorras · Ponferrada · Bembibre · Astorga · Veguellina · León · Sahagún · Palència · Venta de Baños · Valladolid-Campo Grande · Medina del Campo · Àvila                                            | Madrid-Chamartín  | 6 trens setmanals per sentit |
| Trenhotel Galicia   | A Coruña          | Betanzos-Infesta · Curtis · Lugo · Sarria · Monforte de Lemos · San Clodio-Quiroga · A Rúa-Petín · O Barco de Valdeorras · Ponferrada · Astorga · León · Palència · Burgos-Rosa de Lima · Logronyo · Castejón de Ebro · Tudela de Navarra · Saragossa-Delicias · Lleida Pirineus · Camp de Tarragona                                                           | Barcelona-Sants   | 1 tren diari per sentit      |
| Trenhotel Galicia   | Vigo-Guixar       | Redondela · O Porriño · Guillarei · Ourense-Empalme · Monforte de Lemos · San Clodio-Quiroga · A Rúa-Petín · O Barco de Valdeorras · Ponferrada · Astorga · León · Palència · Burgos-Rosa de Lima · Logronyo · Castejón de Ebro · Tudela de Navarra · Saragossa-Delicias · Lleida Pirineus · Camp de Tarragona                                                 | Barcelona-Sants   | 1 tren diari per sentit      |